# Waigeucola palpalis
Waigeucola palpalis is een hooiwagen uit de familie Samoidae.